# Стадион Лужњики
Велика спортска арена Олимпијског комплекса Лужњики (рус. Большая спортивная арена Олимпийского комплекса Лужники) у Москви, или кратко стадион Лужњики (рус. стадион Лужники), је највећи спортски стадион у Русији. Његов капацитет је 84.745 места. Некад се звао Централни Лењинов стадион (рус. Центральный стадион имени В. И. Ленина). Стадион носи пет звездица УЕФА-е.
Капацитет стадиона за време летњих Олимпијских игара у Москви 1980. године је било 103.000 гледалаца. На овом стадиону одржано је отварање, затварање игара, као и финала у атлетици и фудбалу.
Стадион Лужњики је такође био домаћин финала Светског првенства у хокеју на леду између Шведске и СССР-а, који је посматрало 55.000 гледалаца што је представљало светски рекорд за овај спорт.
Двадесетог октобра 1982, овај стадион је био поприште трагедије, где је према званичним подацима живот изгубило 66 особа.
Године 1989. је био одржан Московски Мировни фестивал, који је био први такве врсте са хеви-метал музичарима из западних земаља.
Наступили су Бон Џови, Скорпионси, Ози Озборн, Мотли Кру, Синдерела и Горки Парк.
Стадион Лужњики је био домаћин финала Лиге шампиона 2008. године.
Стадион је имао атлетску стазу до 2013. године када је затворен како би поново биле изграђене трибине и тиме био претворен у фудбалски.

## Локација
Стадион се налази у округу Хамовники дистрикту централног административног округа града Москве, југозападно од центра града. Име Лужњики потиче од поплавних ливада у пределу реке Москва где је изграђен стадион. Било је потребно наћи веома велико земљиште, пожељно да буде у зони зеленила, у близини центра града који може да се уклопи у транспортну мапу града без превише потешкоћа. Према речима једног од архитеката: „Сунчаног пролећног дана 1954. године, ми, група архитеката и инжењера задужених за дизајнирање Централног стадиона, попели смо се на велику поплочану област на Врапчевим брдима ... близина река, зеленило на чистом, свежем ваздуху - ове околности су биле важне за одабир подручја будућег града спорта ... Поред тога, Лужњики се налази релативно близу центра града и има погодан приступ главним транспортним системима ка свим деловима главног града”.

## Историја

### Позадина и ране године
Влада СССР-а је 23. децембра 1954. усвојила резолуцију о изградњи стадиона на подручју Лужњики у Москви. Одлука совјетске владе била је одговор на конкретну тренутну међународну ситуацију: до почетка педесетих година, совјетски спортисти су први пут били на светској сцени након Великог патриотског рата, учествујући на Олимпијским играма. На Летњим олимпијским играма 1952. године у Хелсинкију Совјетски тим је освојио 71 медаљу (од чега су 22 биле златне) и друго место у неформалном тимском пласману. То је био велики успех, али повећани развој атлетике у Совјетском Савезу, који је био питање државне политике, захтевао је изградњу новог спортског комплекса. Предложени комплекс је требало да испуни све савремене међународне стандарде и истовремено да служи за тренинге олимпијског тима и да буде арена за велика домаћа и међународна такмичења.
Стадион је саграђен 1955-56 као Гранд Арена Централног стадиона Лењин. Грађевински материјали су долазили из тадашњег Лењинграда и Јерменске Совјетске Социјалистичке Републике, електричне и храстове греде за прављење клупа за посматраче су дошле из Украјинске ССР, намештај из Риге и Каунаса, стакло из Минска, електричне опреме из Подољска у Московској области и лишћарске дрвне масе из Иркутска у Сибиру. Било је неопходно срушити читаву област распаднутих зграда (укључујући Цркву Свете Тројице, која би требало да буде обновљена). Због тога што се земљиште налазило у великој количини воде, готово читав простор будућег комплекса морао је да се подигне пола метра. 10.000 комада је закуцано у земљу, а багери су ископали око 3 милиона кубних метара тла.
Стадион је званично отворен 31. јула 1956, после само 450 дана градње. Био је то национални стадијум Совјетског Савеза и сада је национални стадијум Русије.

### Летње Олимпијске игре 1980. године
Стадион је био главно место Летњих олимпијских игара 1980, са капацитетом од 103.000 гледаоца у то време. Догађаји који су се десили на овом стадиону били су церемоније отварања и затварања Олимпијских игара, атлетика, финале у фудбалу и јахање.

### Трагедија на стадиону 1982.
На утакмици Купа УЕФА између Спартака и Харлема 20. октобра 1982. године, догодила се трагедија. У стампеду по окончању утакмице је умрло 66 људи, што је у то време било најгора спортска катастрофа у Русији.

### Период између 1990. и 2000.
Године 1992. стадион је преименован у стадион Лужњики. У обимном реновирању 1996. године, била је изградња крова изнад трибина и реновирање седишта, што је резултирало смањењем капацитета.
Стадион је био домаћин Купа УЕФА 1999, у којем је Парма победила Олимпик Марсељ у другом финалу УЕФА купа која се играла као јединствена утакмица.
Стадион Лужњики је изабран од стране УЕФА да буде домаћин у финалу Лиге шампиона 2008. године, коју је освојио Манчестер Јунајтед, који је 21. маја победио Челси. Меч је прошао без инцидента и портпарол амбасаде Велике Британије у Москви је рекао: „Безбедносни и логистички аранжмани постављени од стране руских власти били су првокласни, као и њихова сарадња са својим колегама из Британије”.
У августу 2013, стадион је био домаћин Светског првенства у атлетици на отвореном.

### Реновирање за ФИФА Светски Куп
Оригинални стадион је срушен 2013. године како би се створио нови стадион. Задржан је само-подржани поклопац и фасадни зид, због своје архитектонске вредности, а касније је поново постављен на нову зграду. Изградња новог стадиона завршена је 2017. године
ФИФА је изабрала Русију и стадион Лужњики да буду домаћини на Светском првенству у фудбалу 2018. и на њему ће се одржати финале, 15. јула 2018. године. Стадион ће заједно са римским стадионом Олимпико, олимпијским стадионом у Берлину, олимпијским стадионом у Минхену, стадионом Стад де Франс и Лондонским стадионом Вембли бити једини стадиони који су били домаћини финала Светског првенства у фудбалу, УЕФА Лиге шампиона и представљен као главни стадион Летњих олимпијских игара.
Капацитет стадиона је повећан са 78.000 на 81.000 места.

## Највећи спортски догађаји
- 1956 - Летња Спартакијада народа СССР
- 1957 - Светско првенство у хокеју на леду
- 1957 - VI светски фестивал младих и студената
- 1959 - II Спартакијада народа СССР

- 1960 - Светско првенство у појединачној лиги у вожњи моторима на снегу
- 1961 - Светско модерно првенство у петобоју
- 1962 - Светско првенство у брзом скијању
- 1963 - III Спартакијада народа СССР
- 1967 - IV Спартакијада народа СССР
- 1971 - V Спартакијада народа СССР
- 1973 - Летња Универзијада
- 1974 - Светско модерно првенство у петобоју
- 1975 - VI Спартакијада народа СССР
- 1979 - VII Спартакијада народа СССР
- 1980 - Летње олимпијске игре, укључујући церемоније отварања и затварања
- 1984 - Светско првенство у брзом скијању
- 1984 - Пријатељске игре, укључујући церемоније отварања и затварања
- 1985 - XII Светски фестивал младих и студената
- 1986 - Игре добре воље, укључујући церемоније отварања и затварања

- 1997 - Русија против ФИФА тима у част 850. годишњице града Москва, 100. годишњица руског фудбала и отварање након реконструкције стадиона Лужњики .
- 1998 - Светске омладинске игре, укључујући церемоније отварања и затварања
- 1999 - Финале купа УЕФА: ФК Олимпик Марсељ (Француска) - ФК Парма (Италија).
- 2008 - Финале УЕФА Лиге шампиона: ФК Челси (Енглеска) - ФК Манчестер јунајтед (Енглеска)
- 2013 - Светско првенство у рагбију седам.
- 2013 - Светско првенство у атлетици на отвореном.
- 2018 - Светско првенство у фудбалу, укључујући и финале

## Концерти и остали догађаји
- Мај 1983 - тродневни фестивал Рок за Мир.
- 1987 - Фестивал индијско-руског пријатељства.
- Од 12. до 13. августа 1989. на стадиону је одржан Московски музички фестивал мира. Наступали су Бон Џови, Скорпионс, Ози Озборн, Скид Роу, Мотли кру.
- 24. јуна 1990. у склопу фестивала новина „Московски Комсомолетс”, последње концерте су одржали Виктор Цој и Кино бенд.
- 29. јуна 1991. године у склопу фестивала новина „Московски Комсомолетс”, Олег Газманов је имао концерт. Био је то последњи пут да је олимпијски пламен осветљен на стадиону.
- 20. јуна 1992. одржан је концерт у знак сећања на Виктор Цоја. Наступали су ДДТ, Алиса, Наутилус Помпилиус, Бригада С и други.
- 15. септембар 1993. био је концерт Мајкл Џексона. Ово је био први Џексонов наступ у Русији.
- 1997 - перформанс, посвећен 850. годишњици Москве.
- 11. августа 1998. Ролингстонси су настали на стадиону по први пут у Русији.
- 28. фебруара 2003. године бенд Агата Кристи одржао је концерт у част 15. годишњице.
- 12. септембар 2006. Мадона је дошла у Русију и по први пут наступала на стадиону.
- 18. јула 2007. Металика је први пут одржала концерт на стадиону, 16 година након првог доласка у Русију
- 26. јула 2008. одржан је празник „МосКомСпорт - 85 година”. Током тога одржан је концерт.
- 9. маја 2010. године одржан је свечани концерт посвећен 65. годишњици победе у Великом патриотском рату.
- 25. августа 2010, концерт [15].
- 22. јул 2012. Ред хот чили пеперс уз подршку Гогол Бордела одржала је концерт на сцени комплекса[16].
- Музичко такмичење Фактор А од 2011. до 2013. одржано је у комплексу стадиона
- 31. маја 2014. године, одржан је концерт групе Машина времена посвећен њиховој 45. годишњици, Концерт је био испред стадиона, који је био затворен због реновирања

## Значајни догађаји
Када је Стадион Лужњики био домаћин финалне утакмице Светског првенства у хокеју на леду 1957. године између Шведске и Совјетског Савеза, присуствовало је 55.000 људи и тиме је постављен нови светски рекорд у то време.
Стадион Лужњики се такође појављује у руском натприродном трилер филму „Ноћна стража” (рус. Ночной дозор, Nochnoy Dozor).

## Светско првенство у фудбалу 2018
| Датум        | Време | Тим бр. 1   | Резултат         | Тим бр. 1         | Група         | Присуство |
| ------------ | ----- | ----------- | ---------------- | ----------------- | ------------- | --------- |
| 14. јун 2018 | 17:00 | Русија      | 5 : 0            | Саудијска Арабија | Група А       | 78.011    |
| 17. јун 2018 | 17:00 | Немачка     | 0 : 1            | Мексико           | Група Ф       | 78.011    |
| 20. јун 2018 | 14:00 | Португалија | 1 : 0            | Мароко            | Група Б       | 78.011    |
| 26. јун 2018 | 16:00 | Данска      | 0 : 0            | Француска         | Група Ц       | 78.011    |
| 1. јул 2018  | 16:00 | Шпанија     | 1 : 1 (3:4 пен.) | Русија            | Осмина финала | 78.011    |
| 11. јул 2018 | 20:00 | Хрватска    | 2 : 1 (прод.)    | Енглеска          | Полуфинале    | 78.011    |
| 15. јул 2018 | 17:00 | Француска   | 4 : 2            | Хрватска          | Финале        | 78.011    |

## Галерија
- У току реконструкције 2016.
- У току реконструкције 2015.